# Pietro Ghiani Mameli
Pietro Ghiani Mameli (Cagliari, 15 febbraio 1842 – Genova, 1923) è stato un banchiere e politico italiano.

## Biografia
Originario di una famiglia alto borghese, fervente garibaldino, prende parte alle guerre d'indipendenza e alla battaglia di Mentana. Tornato in Sardegna si impegna nello sviluppo del credito fondiario come segretario del Banco di Cagliari e direttore della Cassa di risparmio di Cagliari.
Dinamico e ambizioso, nel 1870 è tra i promotori del "Credito agricolo industriale sardo", istituto del quale assume la presidenza e ne diventa una sorta di padre-padrone, al punto che la banca è soprannominata "Ghiani-Mameli". Nel giro di pochi anni ne fa il centro dei maggiori affari della Sardegna, aumentandone i depositi a otto milioni di lire. La fama e la solidità della banca è tale che i suoi buoni agrari (emessi in tagli da 10 a 100 lire) sono accettati ovunque al pari del danaro contante. 
Grande distributore di credito, emesso più con spericolatezza che prudenza, viene considerato come un nuovo Re Mida, capace di trasformare in oro tutto quello che tocca. Sposato con la contessa Clara Cao di San Marco, acquisisce ed amplia una villa di campagna in cima al colle di Monte Claro, ai margini della campagna di Calamattia, dove il popolo sosteneva che organizzasse delle feste regali, mirate ad ostentare la sua ricchezza.
Eletto per la prima volta nel 1876, è un sostenitore di Giuseppe Zanardelli ed aderisce al gruppo della sinistra giovane, promosso da Francesco Cocco Ortu.
Nel periodo del suo mandato parlamentare decide di espandere il suo giro di affari oltre la Sardegna. Attratto dai giacimenti di piombo della Tunisia, compra una miniera su indicazione dell'imprenditore Giorgio Asproni, esponendosi per una forte somma. La decisione del bey di Tunisi di orientarsi verso la Francia provoca l'inizio della sua fase discendente. Ai primi del 1887 il Credito agricolo industriale sardo si trova esposto per vari milioni nell'avventura tunisina, debito che non può onorare per i numerosi crediti erogati nel corso degli anni, molti dei quali inesigibili. 
Il 1º marzo 1887, con la dichiarazione di bancarotta prossima ad essere ufficializzata e la corsa agli sportelli per il cambio dei buoni agrari, Ghiani-Mameli si costituisce al carcere di Buoncammino per evitare l'arresto pubblico. Condannato a dieci anni in primo grado, viene assolto in appello nel 1896, anno in cui si trasferisce a Genova, dove si ritira a vita privata.
In epoca imprecisata Ghiani-Mameli è stato iniziato in Massoneria, nella loggia sarda Vittoria del Grande Oriente d'Italia.